# الظهرة (صبر الموادم)

تعديل مصدري - تعديل

الظهرة هي إحدى قرى مديرية صبر الموادم في محافظة تعز اليمنية، يبلغ تعداد سكانها 1609 نسمة حسب التعداد السكاني لعام 2004.